# Revisió de vida
La Revisió de vida (abreujat RdV) és un mètode que ajuda a analitzar una realitat concreta de la persona i té com a finalitat de transformar-la segons el projecte del Regne de Déu. És una metodologia de treball en grup habitual en els moviments d'Acció Catòlica.
Com a esperit, la revisió de vida és un camí de conversió personal a l'Evangeli que ajuda a aprofundir en les opcions de la persona. La seva pràctica constant va creant un militant que té un estil de vida, una manera de ser, de veure, de jutjar, de comprometre's.
Com a contingut educatiu, la revisió de vida parteix de veure la persona dins d'un procés en el qual va esdevenint protagonista. Tot això ho va realitzant en una acció col·lectiva amb d'altres.
L'esquema simplificat de la revisió de vida és: Veure-Jutjar-Actuar.
- VEURE: mirar la vida i l'acció des de la fe.
- JUTJAR: relacionar-ho amb experiències personals i amb la Paraula de Déu, tenint en compte els reptes personals i els que es marca el grup de treball, o el Moviment si es dona el cas.
- ACTUAR: prendre els compromisos als quals se sent cridat cadascun dels participants.